# Lanzuela
Lanzuela es un municipio y población de España en el Campo Romanos, perteneciente a la comarca del Jiloca, al noroeste de la provincia de Teruel, comunidad autónoma de Aragón, a 101 km de Teruel. Tiene un área de 14,20 km², con una población de 24 habitantes (INE 2024) y una densidad de 2,04 hab/km². El código postal es 44491.

## Demografía
Lanzuela cuenta con una población de 24 habitantes (INE 2024).
| Gráfica de evolución demográfica de Lanzuela entre 1842 y 2021                                                      |
| |
| Población de derecho según los censos de población del INE Población de hecho según los censos de población del INE |

| Nacionalidad | Hombres | Mujeres | Total | %      | Proporción |
| ------------ | ------- | ------- | ----- | ------ | ---------- |
| Española     | 13      | 3       | 16    | 64.0 % |            |
| Extranjera   | 4       | 5       | 9     | 36.0 % |            |

## Administración y política
| Período   | Alcalde                        | Partido |  |
| --------- | ------------------------------ | ------- |  |
| 1979-1983 | Manuel Bayona Asensio          | UCD     |  |
| 1983-1987 |                                |         |  |
| 1987-1991 |                                |         |  |
| 1991-1995 | Víctor Amable Pellejero Mainar | PP      |  |
| 1995-1999 | Víctor Amable Pellejero Mainar | PP      |  |
| 1999-2003 | Víctor Amable Pellejero Mainar | PP      |  |
| 2003-2007 | Víctor Amable Pellejero Mainar | PP      |  |
| 2007-2011 | Jesús Germes Martín            | PSOE    |  |
| 2011-2015 | José Antonio Gómez Sánchez     | PAR     |  |
| 2015-2019 | Daniel Pellejero Pausa         | PAR     |  |
| 2019-2023 | Daniel Pellejero Pausa         | PAR     |  |
| 2023-2027 | Daniel Pellejero Pausa         | PAR     |  |

| Partido político    | Partido político                                   | 2003   | 2007   | 2011   | 2015   | 2019   | 2023   |
| Partido político    | Partido político                                   | Ediles | Ediles | Ediles | Ediles | Ediles | Ediles |
|                     | Partido Aragonés (PAR)                             | —      | —      | 1      | 1      | 1      | 1      |
|                     | Partido Popular de Aragón (PP)                     | 1      | —      | —      | —      | —      | —      |
|                     | Partido de los Socialistas de Aragón (PSOE-Aragón) | —      | 1      | —      | —      | —      | —      |
|                     | Chunta Aragonesista (CHA)                          | —      | —      | —      | —      | —      | —      |
|                     | Izquierda Unida (IU)                               | —      | —      | —      | —      | —      | —      |
| Total de concejales | Total de concejales                                | 1      | 1      | 1      | 1      | 1      | 1      |

## Cultura

### Patrimonio
- Iglesia de San Julián
- Ermita de Santa Bárbara
- Fuentes
- Mata Negra
- Barranco Royo

### Fiestas
- Fiestas mayores en honor a Santa Bárbara y San Julián, primer fin de semana de agosto
- San Julián, 9 de enero
- Santa Bárbara, 4 de diciembre